# 張自忠
張 自忠（ちょう じちゅう / チャン・ツーチョン）は、中華民国の軍人。最初は北京政府・国民軍、後に国民政府（国民革命軍）に属した。最終階級は陸軍二級上将。日中戦争の際には、中国軍最高位の戦死者となった。勇将として日本軍からも名声が高かった人物である。字は藎臣、のち藎忱。

## 事跡

### 国民軍での実績
父の張樹桂は、清末に江蘇省海州贛楡県の知県をつとめていた。1905年（光緒31年）、張自忠は臨清県立高等小学堂に入学する。1911年（宣統3年）に天津法政学堂で学んでいたときに、中国同盟会に加入した。1912年（民国元年）、済南政法専科学校に転入した。
1914年（民国3年）夏、奉天省の新民に向かい第20鎮第39協第87標（団長：車震）に加入した。陸軍第二十師随営学堂速成班当初司務長（庶務・炊事班長）であったが、第三十九旅が湖南陸軍第1師に改編され、車震が同師長に昇進すると、それに伴い参謀として重用されるようになる。護国戦争では鎮圧軍として参加。1917年（民国6年）、車震より馮玉祥を紹介され、その際藎忱の字をもらう。彼の率いる第16混成旅に転属し、国内各地を転戦する。1919年（民国8年）、湖南省常徳で鹿鍾麟の率いる補助教導団軍官班で学習し、馮玉祥から模範学員との評価を受ける。修了後に連長となった。その後も順調に昇進し、1925年（民国14年）には国民軍第1軍第5師第15旅旅長となった。
1926年（民国15年）4月からの南口での北方各派との戦いでは、西路軍（総司令：宋哲元）第6軍軍長石友三の配下として戦った。しかし馬邑の失陥について宋哲元・石友三から懲戒され、張自忠はやむなく山西省の閻錫山に一時降っている。同年9月に馮玉祥は帰国して五原誓師を行った際に、自ら閻錫山と交渉して張自忠を呼び戻し、国民聯軍総司令部副官長に任命した。まもなく、張自忠は第28師師長に異動している。1927年（民国16年）、馮玉祥の軍が国民革命軍第2集団軍に改組されると、張自忠は第25師師長兼第2集団軍軍官学校校長に任命された。張自忠は、第2集団軍の中下級軍官の訓練・教育に従事し、軍隊の質の向上に貢献した。

### 華北での活動
北伐終了後の1929年（民国18年）春、馮玉祥と蔣介石との対立が激化すると、戦争準備のため、張自忠は潼関警備司令に任命された。まもなく第11軍副軍長兼第26師師長に異動し、洛陽以東で蔣側の唐生智軍と激しく戦う。1930年（民国19年）の中原大戦でも第6師を率い、各地で蔣軍との戦いを繰り広げた。反蔣連合が敗北すると、張自忠は東北軍の宋哲元率いる東北辺防軍第3軍第2師（6月に第29軍第38師と改称）師長に編入されている。
1931年（民国20年）3月の長城抗戦では、張自忠も宋哲元指揮下で力戦する。最終的に敗北したものの、国内からは賞賛を受ける戦いぶりだった。その後、第29軍の退却に伴い、張自忠は第38師を率いて宣化に駐屯している。1935年（民国24年）、張自忠はチャハル（察哈爾）で日本軍部隊を撃破した。同年12月、冀察政務委員会委員兼察哈爾省政府主席に任命された。1936年（民国25年）5月、天津市長に異動した。張自忠は行政改革にも手腕を発揮し、日本からも注目を受ける政治家となった。1937年（民国26年）3月、張自忠は13名の高級幹部と支那駐屯軍の日中親善として日本へ訪問したが、経済契約に関する交渉は決裂した。
同年7月の盧溝橋事件後、冀察政務委員会委員長の宋哲元は抗戦の決断ができず、張自忠は宋哲元の意を受けて日本側と和平交渉を行った。しかし、もはや和平のなる状況ではなかった。張自忠は日本軍からの勧誘も拒否し、8月6日に副官の廖保貞・周宝衡とともに脱出、東交民巷のドイツ人病院敷地内に亡命した。商人の趙子青とアメリカ人民俗学者ジョン・カルビン・ファーガソンの計らいで車の運転手に変装して日本軍の検問をかいくぐり、天津租界等を経由して秋までに南京に撤退した。しかし戻って来た張自忠への世論の風当たりは厳しく、蔣介石から懲戒処分を受け、軍事委員会軍政部中将部附に異動させられる。

### 戦死

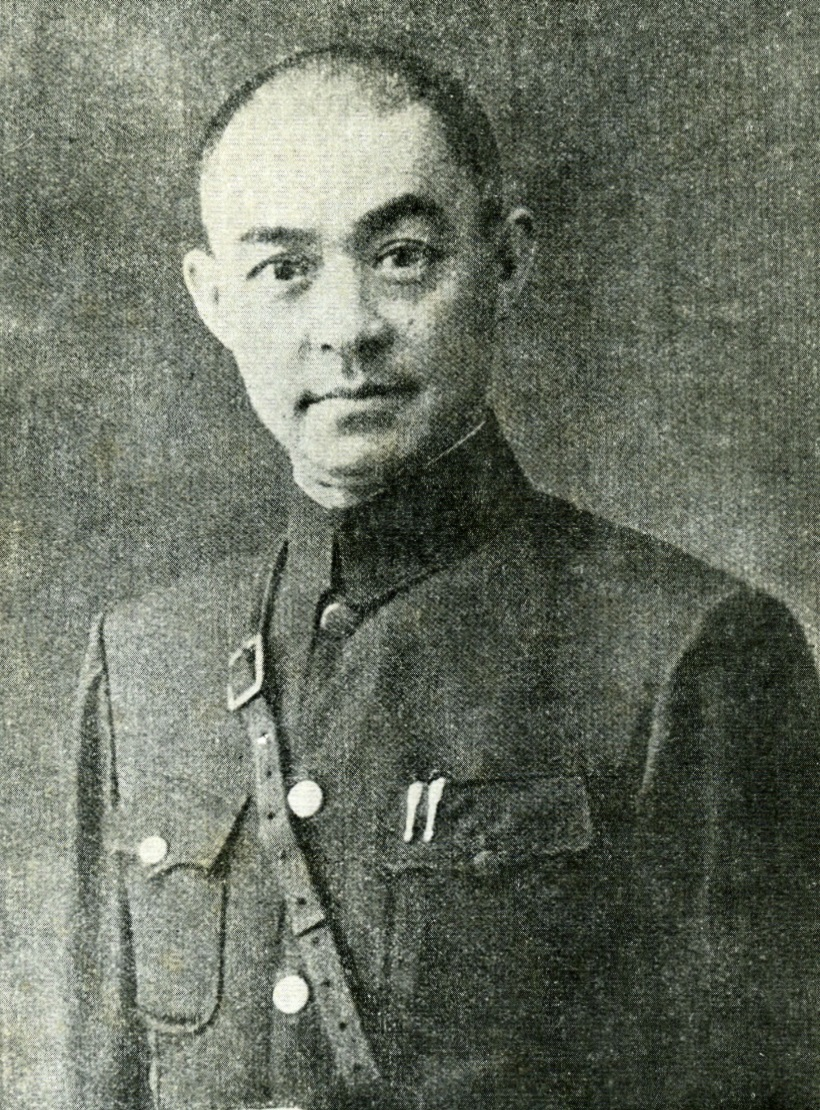
軍常服姿の張自忠。階級章の取り外しなど典型的な野戦時の服装をしており、戦死時もこのような姿であったと思われる

12月、張自忠は第59軍軍長として自己の部隊に復帰し、李宗仁が司令長官を務める第5戦区に配属された。1938年（民国27年）から日本軍との戦いを開始する。3月、張自忠率いる第59軍は、龐炳勲の軍を救援して、臨沂郊外で板垣征四郎率いる第5師団と約半月戦い、これに大きな損害を与えた（台児荘の戦い）。この軍功により、張自忠は第27軍団軍団長兼第59軍軍長に昇進した。
同年6月の武漢会戦にも張自忠は参戦して軍功をあげ、第33集団軍総司令（3個軍統括）に昇進した。階級は陸軍上将。さらに湖北省北部や河南省南部に駐屯し、李宗仁から第5戦区右翼兵団司令に任命された。1939年（民国28年）5月と12月には、進軍してきた日本軍を撃退している。
1940年（民国29年）5月8日、湖北省随県で、張自忠率いる第33集団軍は日本軍と激戦を展開した（棗宜会戦）。16日、最前線で張自忠は自ら直属特務大隊と2個中隊の少数を率いて陽動作戦を実施、銃弾5発を受けながらも懸命に督戦していたが、午後2時頃に力尽きた。享年50（満48歳）。最期については、銃により自決したとも、日本軍兵士に斬り倒されたとも言われる。
一方、日本側の記録によれば兵士7～8名、軍官3名とともにいたところを午後5時ごろに歩兵第231連隊の第11中隊第1小隊（長：松本治雄少尉）と遭遇し、堂野軍曹の銃撃を頭部に受け、藤岡卓郎一等兵の刺突によって絶命したとされる。階級章を外していたため当初誰なのか分からなかったが、このとき押収した書類や私物類から、これが第33集団軍司令部であったと判明し、捕虜にした当番兵の李文宣の証言や天津市長時代親交があった専田盛寿大佐（第39師団参謀長）の検死から張自忠と確認された。
日本軍は張への敬意と礼節を示し、その遺体を白布で包み、納棺して丁重に埋葬した。将軍の遺体は中国側に引き渡すことになり、日本軍は丁重に埋葬し護衛兵だった捕虜にその旨を伝えて釈放した。その晩、黄維剛率いる国軍第38師の将兵数百名により回収された張自忠の遺体は重慶へ送られ、国葬の待遇を受けた。張自忠の死は、中国の各政治勢力、社会各層に大きな悲しみを与えたが、一方で抗戦意欲の昂揚にもつながった。現在でも、北京市東城区の張自忠路にその名を残している。

## 年譜
- 1914年秋 - 第20鎮第39協第87標司務長
- 1917年
  - 2月 - 第十六混成旅附
  - 11月 - 補充団（第3団、長：李鳴鐘）第2営（長：王国裕）第5連（長：張俊声）第1排長
- 1919年
  - 7月 - 教導団受訓
  - 11月 - 教導団卒業、1カ月間旅副官
- 1920年
  - 4月 - 水上陸戦隊第3隊隊長
  - 6月 - 補充団（第4団、長：張維璽）第2営（長：佟麟閣）第5連連長[11]（第4団第1営第4連連長とも[12]）
  - 秋 - 学兵第2連連長
- 1921年 - 衛隊団第3営営長
- 1922年5月 - 河南督軍署学兵団（長：馮玉祥兼任）第1営への改編につき同営長
- 1924年
  - 春 - 学兵団団長
  - 秋 - 学兵団と衛隊団を合併し衛隊旅成立、第一団団長
- 1925年 - 国民軍第1軍第5師第15旅旅長
- 1927年4月 - 第28師師長兼潼関警備司令[13]
- 1928年 - 第2集団軍軍官学校校長兼開封戒厳司令
- 1929年春 - 潼関警備司令、第11軍副軍長兼第26師師長師長
  - 冬 - 第6師師長
- 1931年1月 - 東北辺防軍第3軍第2師（6月に第29軍第38師と改称）師長
- 1931年3月 - 長城抗戦
- 1935年
  - チャハル（察哈爾）で日本軍部隊と交戦
  - 4月9日 - 中将
  - 6月 - 張家口警備司令兼任
  - 12月 - 冀察政務委員会委員兼察哈爾省政府主席
- 1936年5月 - 天津市長
- 1937年 - 軍事委員会軍政部中将部附
  - 12月 - 第59軍軍長